# Çamurhamamı, Salihli
Çamurhamamı là một xã thuộc huyện Salihli, tỉnh Manisa, Thổ Nhĩ Kỳ. Dân số thời điểm năm 2011 là 492 người.